# دإيسوكي ناكاموري
دَإيسوكي ناكاموري (باليابانية: 中森 大介) (10 يوليو 1974 في ياماتو في اليابان – )؛ هو لاعب كرة قدم ياباني سابق كان يلعب كلاعب وسط.

## وصلات خارجية
- دإيسوكي ناكاموري على موقع رابطة كرة القدم اليابانية للمحترفين (اليابانية)
- دإيسوكي ناكاموري على موقع عالم كرة القدم.نت (الإنجليزية)